# 郑东发
郑东发（英語：Cheng Tong Fatt，1929年5月17日—），新加坡外交官。
郑东发于1957年毕业于英国格拉斯哥大学兽医系，是英国皇家兽医学院会员。1962年至1970年间，出任新加坡国家发展部原产局局长。1971年升任国家发展部常任秘书，1979年调任文化部常任秘书。期间，他还曾任市区重建局代理局长、局长，建屋发展局局长、副局长，广播局副局长等职。1988年，郑东发出任新加坡驻日本大使。1990年，兼驻韩国。1990年中新建交后，他于1991年至1998年间出任首任新加坡驻华大使。此后，又任新加坡巡回大使。
郑东发曾获颁新加坡公共行政金质奖章（1963年）、功绩奖章（1970年）。